# Sarbanissa venusta
Sarbanissa venusta là một loài bướm đêm trong họ Noctuidae.